# Teatro Berga
Il Teatro Berga (o Teatro di Berga) era il teatro romano di Vicenza, la romana Vicetia, e sorgeva in una zona al di là  del fiume Retrone, che oggi fa parte del centro storico della città, in corrispondenza degli attuali edifici compresi tra contrà Santi Apostoli, piazzetta San Giuseppe, contrà Porton del Luzzo, piazzetta Gualdi, contrà del Pozzetto e contrà Lioy, con la cavea rivolta verso sud e la scena verso nord.
In particolare il percorso di contrà Porton del Luzzo segue l'andamento circolare del perimetro esterno della cavea del teatro.

## Storia
Il teatro, edificato verso la fine del I secolo a.C., si trovava nell'area a sudest del centro cittadino situata oltre il fiume Retrone e che era collegata con il centro tramite un ponte che sorgeva in corrispondenza dell'attuale ponte San Paolo. Nei pressi della cavea confluivano due importanti vie di comunicazione: la strada proveniente da Lonigo e quella proveniente da Costozza.
In età Claudia la scena fu arricchita di ulteriori statue di membri della classe imperiale.
Il teatro fu utilizzato per le rappresentazioni almeno fino al III secolo d.C.: infatti, esso è citato in un'iscrizione proveniente da Leptis Magna che ricorda gli onori tributati presso il teatro di Vicetia al pantomimo Marco Settimio Aurelio Agrippa (ottenne decurionalia ornamenta, cioè onori da decurione).
La prima citazione storica dell'edificio è costituita da un diploma dell'imperatore Ottone III risalente al 1001, con il quale cedeva la proprietà dell'edificio al vescovo di Vicenza.
Dopo esser stato utilizzato come carcere nella seconda metà del XIII secolo, il teatro andò in rovina e su di esso furono poi edificati, verso la prima metà del XVIIII secolo, edifici ad uso abitativo, tuttora esistenti.
Mentre è evidente la sua forma, conservata dall'andamento delle strade che lo contornano, si conserva poco della sua struttura. I muri di sostruzione della cavea sono stati in parte inglobati nelle costruzioni successive. La struttura dei teatri romani del primo secolo è comunque ben conosciuta e ci si può basare per avere un'idea sul teatro di Leptis Magna, che fu fondato nello stesso periodo ed è ben conservato.
I resti del teatro erano ancora ben visibili nel XVI secolo tanto che Andrea Palladio poté redigerne una pianta dettagliata corredata anche delle misure delle dimensioni che l'architetto aveva potuto personalmente rilevare. Anche altri celebri architetti ebbero modo in seguito di redigere tavole con disegni del teatro.

## Descrizione
Il complesso del Teatro Berga era costituito da una parte meridionale, che includeva il teatro vero e proprio, e una vasta area porticata posta a nord (porticus post scaenam).
Il diametro esterno della cavea era pari a circa 82 metri. Si stima che il teatro potesse contenere oltre 5 000 spettatori.
La scena era ricoperta di marmi multicolori e ornata da colonne e grandi statue in marmo, che celebravano la famiglia imperiale dei Giulio-Claudi; alcune statue sono state rinvenute nel corso di scavi ottocenteschi e sono conservate nel Museo naturalistico archeologico di Santa Corona di Vicenza.
Il teatro era realizzato principalmente con la pietra estratta nelle cave di Costozza.
L'area porticata settentrionale misurava circa 70-80 m.